# Ептифібатид
Ептифібатид (англ. Eptifibatide, лат. Eptifibatidum) — синтетичний препарат, який за своєю хімічною структурою є поліпептидом та належить до групи антиагрегантів — інгібіторів рецепторів глікопротеїну IIb/IIIa. Ептифібатид застосовується виключно внутрішньовенно. Біохімічний попередник ептифібатиду був відкритий під час досліджень отрути однієї з різновидностей карликового просяного гримучника, клінічні дослідження препарату проводились Робертом Скарборо та Девідом Філіпсом із американської компанії «COR Therapeutics, Inc». Випуск препарату розпочала компанія «Millennium Pharmaceuticals» сумісно з компанією «Schering-Plough» у 2001 році, пізніше маркетинг препарату передано компанії «GlaxoSmithKline», яка розповсюджує його підторгівельною маркою «Інтегрилін».

## Фармакологічні властивості
Ептифібатид — синтетичний препарат, що за своєю хімічною структурою є гептапептидом, який містить 6 амінокислот та один амінокислотний залишок — дезаміноцистеїніл. Механізм дії препарату полягає у селективній блокаді рецепторів глікопротеїну IIb/IIIa тромбоцитів, що призводить до зупинки активації тромбоцитів, запобігає зв'язуванню фібриногену, фактору Віллебранда та інших адгезивних лігандів з рецепторами тромбоцитів, що призводить до майже повної втрати можливості тромбоцитів до агрегації. Ептифібатид є зворотнім інгібітором агрегації тробоцитів, і вже за 4 години функція тромбоцитів відновлюється більш чим наполовину. Препарат лише незначно впливає на протромбіновий час та частковий активований тромбопластиновий час. Ептифібатид застосовується переважно як додатковий засіб при проведенні крізьшкірного коронарного втручання для профілактики тромбозу стента переважно у комбінації з ацетилсаліциловою кислотою та гепарином, а також у випадку тромбування стентів під час оперативного втручання. У клінічних дослідженнях показано високу ефективність ептифібатиду у запобіганні виникнення інфаркту міокарду та раптової коронарної смерті, більш виражену при паралельному проведенні оперативних втручань, як аортокоронарному шунтуванні, так і крізьшкірній коронарній ангіопластиці. Ептифібатид при тромбозі стента також застосовують у поєднанні з ацетилсаліциловою кислотою та клопідогрелем, хоча за даними частини клінічних досліджень, дана комбінація значно збільшує ризик кровотеч у хворих.

### Фармакокінетика
Максимальна концентрація в крові ептифібатиду досягається за 5 хвилин після внутрішньовенної ін'єкції, пізніше незначно знижується, і після повторного введення знову досягає максимуму за 4—6 годин після ін'єкції. Препарат лише незначно (на 25 %) зв'язується з білками плазми крові. Ептифібатид частково метаболізується у печінці з утворенням неактивних метаболітів. Виводиться препарат із організму із сечею як у незміненому вигляді, так і у вигляді метаболітів. Період напіввиведення ептифібатиду становить 2,5 години, і цей час збільшується при нирковій недостатності.

## Показання до застосування
Ептифібатид застосовується переважно у комбінації з ацетилсаліциловою кислотою та гепарином, та призначається при гострим коронарним синдромом (нестабільна стенокардія, інфаркт міокарду як без підйому сегмента ST, так із з підйомом сегмента ST), та для запобігання або зменшення ризику тромбозу коронарних судин у пацієнтів при проведенні крізьшкірного коронарного втручання.

## Побічна дія
При застосуванні ептифібатиду найчастішими побічними ефектами є кровотечі, найчастіше із місця пункції стегнової артерії при проведенні черезшкірних втручань, а також кровотечі з глотки та шлунково-кишкові кровотечі, які спостерігаються приблизно в 10 % випадків застосування препарату. Вкрай рідко при застосуванні ептифібатиду спостерігаються внутрішньочерепні кровотечі, і лише в одиничних випадках спостерігаються смертельні кровотечі. Серед інших побічних ефектів можуть спостерігатися тромбоцитопенія, висипання на шкірі, кропив'янка, анафілактичні реакції; описані також побічні ефекти з боку серцево-судинної системи — фібриляція передсердь або шлуночків, артеріальна гіпотензія, серцева недостатність, зупинка серця, тахікардія.

## Протипокази
Ептифібатид протипоказаний при підвищеній чутливості до препарату, при гострих кровотечах, неконтрольованій артеріальній гіпертензії, недавно перенесеному геморагічному інсульті або значних хірургічних втручаннях не більш ніж за 6 тижнів до ймовірного застосування ептифібатиду, при одночасному застосуванні інших інгібіторів рецепторів глікопротеїну IIb/IIIa, при необхідності проведення тромболізису (зокрема, у хворих із гострим трансмуральним інфарктом міокарду із новим патологічним зубцем Q), при необхідності проведення гемодіалізу в зв'язку із нирковою недостатністю, при вагітності та годуванні грудьми, особам віком до 18 років.

## Форми випуску
Ептифібатид випускається у вигляді розчину для інфузій по 100 мл із вмістом 0,75 мг/мл діючої речовини, у флаконах по 10 мл із вмістом 2 мг/мл діючої речовини, у флаконах по 100 мл із вмістом 200 мг ептифібатиду.